# 艾伦·明特
艾伦·明特（英語：Alan Minter，1951年8月17日—2020年9月9日），英国男子拳击运动员。他曾代表英国参加1972年夏季奥林匹克运动会拳击比赛，获得一枚铜牌。他于1972年10月成为职业选手。